# Plocospermatàcies
Plocospermataceae és una família d'angiospermes pertanyent a l'ordre de les lamials que té quatre espècies. Es tracta d'una família neotropical, de subtropical a tropical. Ubicada a Mèxic, Amèrica central.

## Fulles
Són arbres i arbustos amb les fulles perennes, petites, subverticilades, o oposades. A més de coriàcies, amb un pecíol curt. El limbe és sencer, presenten una morfologia oblongua a ovada (de vegades emarginades). Els marges de tota la fulla està lleugerament revolut. Estomes anomocítics. Pèls present eglandulars i glandulars (els eglandular unicel·lulars i els glandulars bicel·lulars). Els pèls ramificats són unicel·lulars.

## Flors
Les flors formen agregats, inflorescències (en grups d'1-7, pedicel·lades). L'última unitat de la inflorescència són els raïms. Aquestes són axil·lars però el peduncle i l'eix són molt curts. La morfologia floral és regular tirant a una mica irregular, lleugerament zigomorfes, tetracícliques. 2 verticils isòmers.
El calze de 5 o 6 peces, formada per un verticil. És petit, gamosèpal i dentat, les dents són romes-lobulades. Els lòbuls del calze són molt més llargs que els del tub. Aquest és desigual, però no bilabiat, o regular, no acrescentat i imbricat.
La corol·la té 5 o 6, format per un verticil. És gamopètal (glabres per dins), imbricada (lòbuls amplis i arrodonits), és acampanada, o en forma d'embut lleugerament desigual, però no bilabiada, o regular. Es pot presentar de color porpra o blau (o violeta).

### Androceu
Té 5 o 6 estams. Androic i adnad (el tub s'insereix dins de la corol·la), són tots iguals, lliures els uns dels altres, cal recalcar que un té forma d'espiral. Exclusivament té estams fèrtils. Aquests són isòmers amb el periant, opositisèpals, que s'alternen amb les peces de la corol·la. Els filaments són prou llargs. Les anteres són dorsifixes, ovades i basals cordades, dehiscents per la meitat de les ranures longitudinals les quals alliberen grans de pol·len individualment. Els grans de pol·len tenen 3 apertures, són colporats.

### Gineceu
És sincàrpic i està compost per 2 carpels. El nombre de carpels està reduït en relació amb el del periant. El pistil és unicel·lular. L'estil és bífid dalt, les seues branques acaben en dos lòbuls apicals. Ovari súper. Aquest consta d'un lòcul poc estípit. Quatre estigmes (aquests són petits i clavats). La placentació és basal a parietal o parietal a apical (o ambdós). Només hi ha 2 o 4 òvuls a la cavitat. Les placentes són ascendents, o penjades i ascendents (hi ha dos placentes parietals, aquestes amb una o dues òvuls basals cadascuna, o amb dos basals òvuls a la dreta d'una, i dos òvuls subapicalment penjats a l'altra).

## Fruits
Dona càpsules dehiscents allargades i fusiformes, amb poques llavors endospèrmiques que presenten una zona apical clarament peluda (amb un floc dens). L'embrió és recte.